# Michail Ivanov (pallanuotista)
Michail Vladimirovič Ivanov (in russo Михаил Владимирович Иванов?; Mosca, 18 aprile 1958) è un ex pallanuotista sovietico, vincitore di una medaglia d'oro alle olimpiadi di Mosca 1980 e di una di bronzo alle olimpiadi di Seul 1988, di un oro ai mondiali di Guayaquil 1982 e di un oro agli europei di Sofia 1985.